# Koufonisia
Koufonisia (in greco Κουφονήσια?) è una frazione della Grecia nella periferia dell'Egeo Meridionale (unità periferica di Nasso) con 366 abitanti secondo i dati del censimento 2001.
Fino al 2011, anno in cui è entrata in vigore la riforma amministrativa greca (Programma Callicrate), la frazione costituiva un comune autonomo, mentre ora è compresa nel comune di Nasso e Piccole Cicladi.